# Estación de Mâcon-Loché TGV

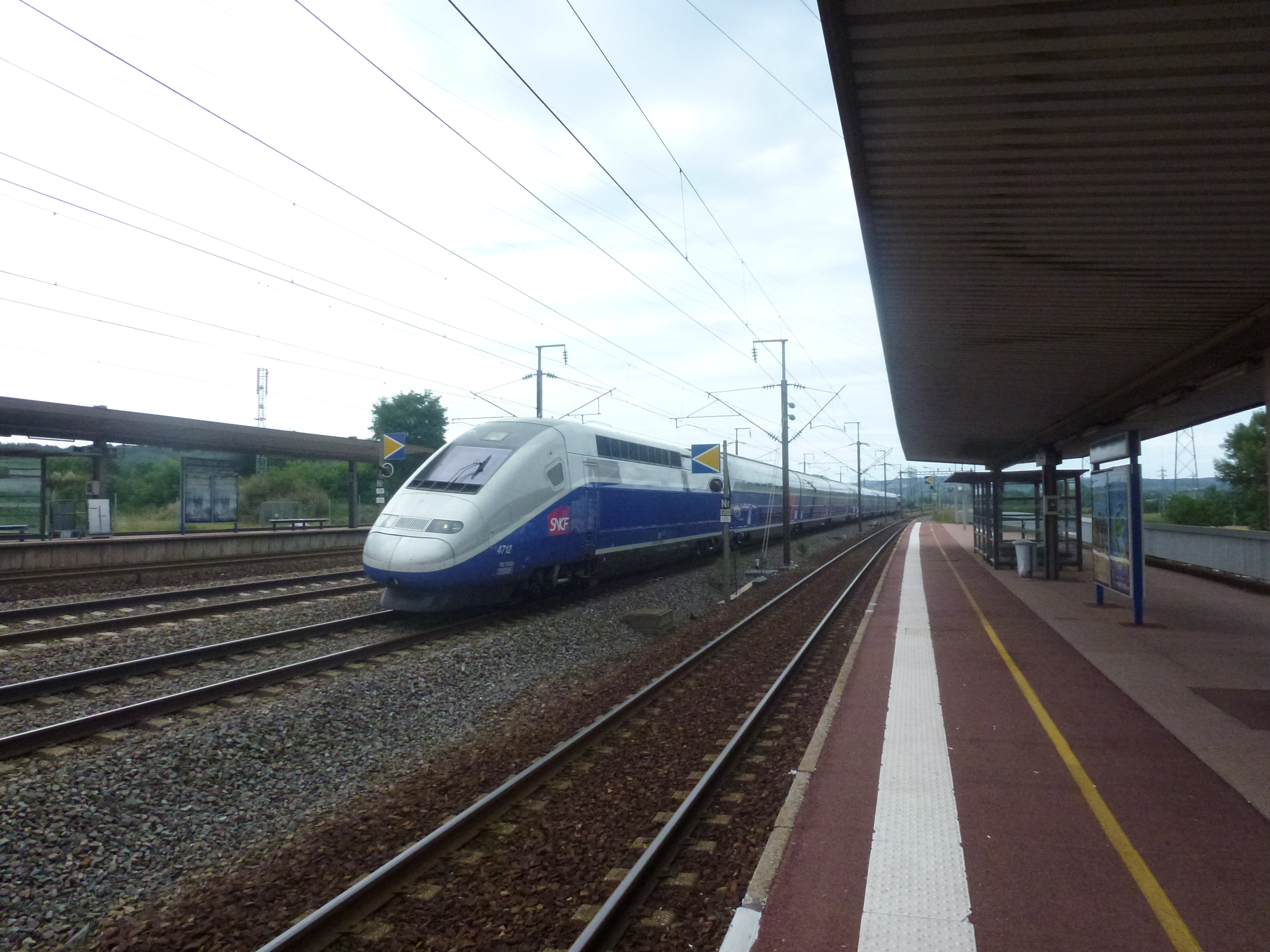
Vista de la estación

Estación de Mâcon-Loché TGV (Gare de Mâcon-Loché TGV en francés) es una estación ferroviaria situada en la LGV Sud-Est francesa y que fue abierta al uso comercial en septiembre de 1981 conjuntamente con la LGV.
Da servicio a la ciudad de Mâcon y al sudeste del departamento de Saona y Loira (Saône-et-Loire en francés).

## Características
Se trata de una estación pasante de diseño simple, con dos vías centrales para los trenes que no se detienen y dos vías laterales trenes que se detienen. 

## Historia
El 14 de septiembre de 1992 el primer accidente en la historia de los trenes TGV circulando a gran velocidad ocurrió en la Estación de Mâcon-Loché TGV. El Tren 56 descarriló en la estación circulando a 270 km/h. No hubo fallecidos pero algunos pasajeros que esperaban otros TGVs en las plataformas de la estación resultaron heridos por el balastro arrojado por los vagones descarrilados.